# گویش ترکی تبریز
زبان ترکی تبریز از شاخه اغوزی مرکزی زبانهای ترکی است. زبان ترکی آذربایجانی هشت گویش متفاوت دارد که در این میان، دو زیر شاخه گویشهای شرقی و غربی را می‌توان برشمرد. از میان گویش‌های شرقی می‌توان به گویش رایج در باکو پایتخت جمهوری آذربایجان اشاره کرد. گویشهای غربی هم خود به دو زیر شاخه ایرانی شمالی و ایرانی جنوبی تقسیم می‌شوند که زبان ترکی تبریز زیر شاخه شمالی آن است.